# Ioan Demeter
Ioan Demeter, născut János Demeter, (n. 6 iulie 1908,  Chiraleș, Bistrița-Năsăud - d. 6 iulie 1988, Budapesta) a fost un jurist maghiar, specialist în istoria dreptului, primar al municipiului Cluj în 1944.
A fost membru marcant în U.P.M. și P.C.R. și unul din membrii fondatori ai revistei „Erdélyi Fiatalok” (1930-1940). Absolvent al facultății de drept din Cluj, doctor în științe juridice, a activat în mișcarea comunistă încă din perioada interbelică (a fost și redactor al ziarului „Falvak Népe”, organ al P.C.R., în ilegalitate). După război a fost unul din liderii de marcă ai Uniunii Populare Maghiare, avocat și profesor universitar la Cluj, deputat în Marea Adunare Națională. 
În 1949, fiind decanul Facultății de științe Juridico-Administrative din cadrul Universității Bolyai, a fost martor al apărării în procesul de spionaj economic contra lui Solvan Vițianu Solomon de la Winterthur în Elveția. Aici a făcut declarații propagandistice, subliniind între altele „regimul democratic” și libertățile de care se bucură naționalitățile conlocuitoare în R.P.R. față de asuprirea națională la care erau supuse sub regimul fostelor partide așa zise „istorice”, neaducând însă nici o contribuție concretă în favoarea acuzatului.
Un an mai târziu, în 1950, a fost condamnat politic deoarece se afla în strânse relații cu grupul Lajos Jordáky. În 1968 a fost reabilitat printr-o hotărâre CC al PCR.
Între 1969-1976 a fost președintele filialei clujene a Consiliului Muncitorilor de Naționalitate Maghiară.

## Distincții
- Ordinul „23 August” clasa a IV-a (12 august 1959) „pentru merite deosebite în opera de construire a socialismului”[5]
- Ordinul Muncii clasa a II-a (18 august 1964) „pentru merite deosebite în opera de construire a socialismului, cu prilejul celei de a XX-a aniversări a eliberării patriei”[6]
- titlul de Profesor universitar emerit al Republicii Socialiste România (26 iunie 1969) „în semn de prețuire a personalului didactic pentru activitatea meritorie în domeniul instruirii și educării elevilor și studenților și a contribuției aduse la dezvoltarea învățămîntului și culturii din patria noastră”[7]